# 아코사우루스

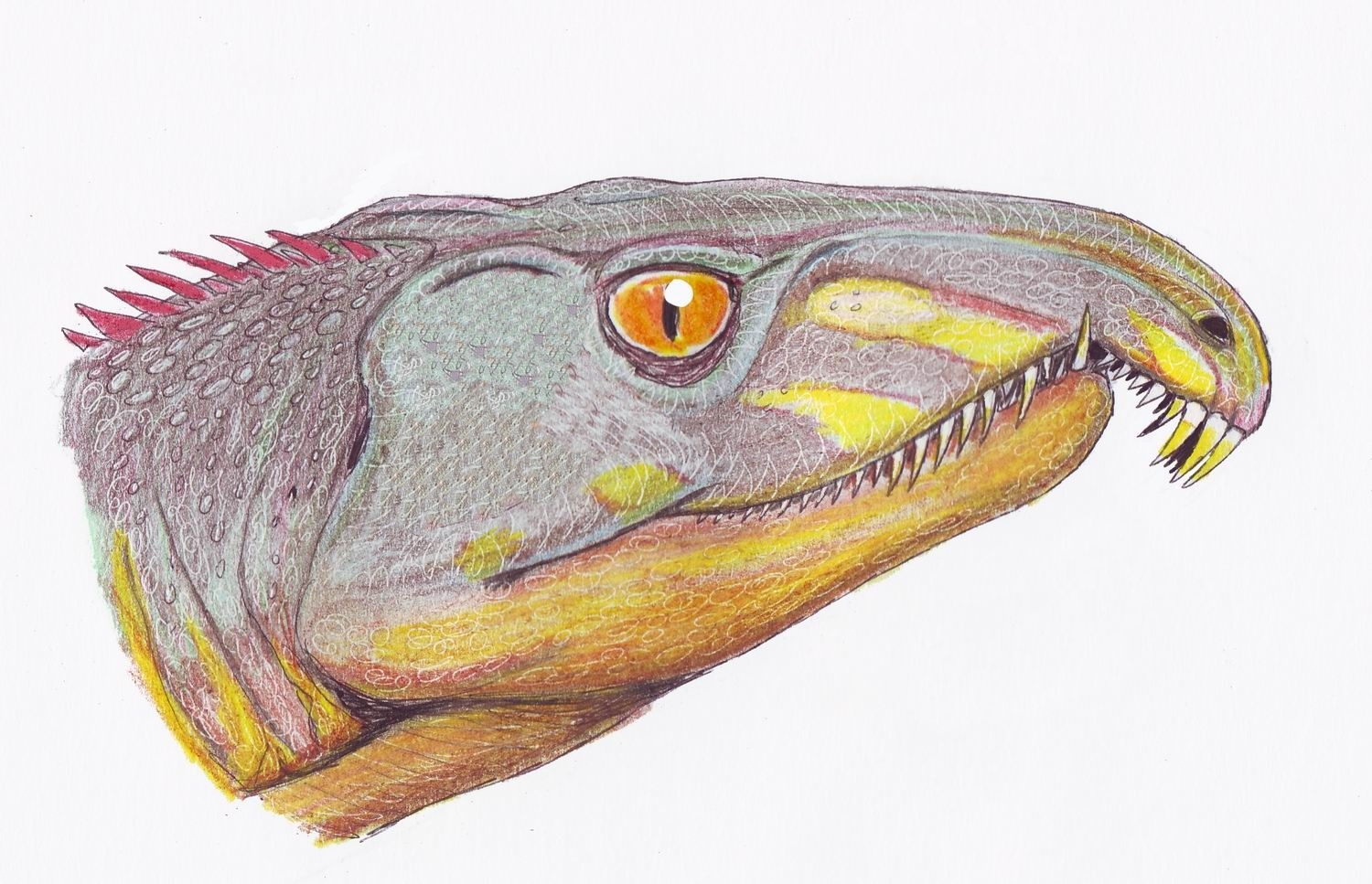

아코사우루스(학명:Archosaurus rossicus)는 악어목 피토사우루스과에 속하는 악어이다. 지금은 멸종된 악어로 몸길이가 4~6m인 큰 악어에 속한다.

## 특징
아코사우루스는 매우 큰 두개골을 가진 것이 특징인 악어 중에 하나이다. 또한 위턱의 입 부분이 다른 악어에 비해 앞으로 돌출이 되어있고 돌출된 입의 위턱이 아래로 휘어져 있는 특징이 있는데 이것은 아코사우루스만의 독특한 특징이 된다. 이름의 뜻은 구부러진 도마뱀의 뜻을 가진다. 앞다리에 비해 뒷다리가 더 긴 것이 특징이며 몸의 등쪽에는 가시와 같은 볏을 달고 있는 것이 특징이다. 또한 코가 다른 악어에 비해 앞으로 돌출이 되어 있으며 앞으로 돌출되어 아래로 휘어진 위턱에는 날카로운 이빨이 자리를 잡고 있다. 위턱과 아래턱에는 각각 30~40개의 날카로운 이빨들이 나 있으며 이것을 통해 먹이를 사냥했을 것으로 추정이 된다. 먹이로는 당대에 살았던 물고기, 갑각류, 작은 공룡 등을 먹고 살았을 육식성의 포식자로 추정되는 종이다.

## 생존시기와 서식지와 화석의 발견
아코사우루스가 생존하던 시기는 중생대의 트라이아스기 초기로 지금으로부터 2억 4500만년전~2억 2200만년전에 생존했던 악어이다. 생존했던 시기에는 유럽을 중심으로 하는 강과 호수에서 주로 서식했던 종이다. 화석의 발견은 1960년에 유럽의 트라이아스기에 형성된 지층에서 고생물학자들에 의하여 최초로 발굴이 되어 새롭게 명명된 종이다.

## 같이 보기
- 악어
- 중생대
- 트라이아스기
- 파충류
- 화석